# Rivium
Het Rivium is een bedrijvenpark met een oppervlakte van 31,7 hectare in de gemeente Capelle aan den IJssel, in de Nederlandse provincie Zuid-Holland. 
Het biedt voornamelijk plaats aan dienstverlenende bedrijven maar ook andersoortige bedrijven, niet zijnde industrie, en is gelegen ten noorden van de Nieuwe Maas, ten zuiden van de Abram van Rijckevorselweg, ten westen van Kralingse Veer en ten oosten van Rijksweg 16. Het bedrijvenpark wordt ontsloten door de Rivium Oostlaan, de Rivium Westlaan en in het zuiden de Rivium Boulevard  en Schaardijk met als dwarsstraten de Rivium 1e, 2e, 3e en 4e straat.      
Het gebied waar het bedrijventerrein ligt behoorde tot 1978 tot de gemeente Rotterdam en was verontreinigd met havenslib uit de rivier waar de naam naar verwijst. Door een grondruil tussen de gemeenten Rotterdam, Capelle aan den IJssel en Zevenhuizen waarbij het grondgebied van de huidige wijk Zevenkamp werd overgedragen aan Rotterdam, kwam dit gebied bij de gemeente Capelle aan den IJssel. Na reiniging van de grond, waarover de politiek zich veel zorgen heeft gemaakt, verrees in dit gebied het bedrijvenpark Rivium en ten noorden daarvan de woonwijk Fascinatio.    
Het gebied is zowel per auto als per openbaar vervoer goed bereikbaar, door de ligging nabij de uitvalswegen en ook is er een P&R in de nabijheid aanwezig. Vanaf het metrostation Kralingse Zoom geeft de ParkShuttle een verbinding en heeft er een halte bij de Rivium 1e, 2e en 4e straat. Sinds 3 april 2023 meert ook de Waterbus die jarenlang langs het Rivium voer, hier aan. Deze stopt sinds die datum aan de Schaardijk, nabij het Zalmhuis.  
Dorp: Capelle aan den IJssel      Buurtschap: 's-Gravenweg

Wijken: Fascinatio · Rivium · 's-Gravenland · Middelwatering · Oostgaarde · Schenkel · Schollevaar · West

Zuid-Holland: Steden en dorpen      Nederland: Provincies · Gemeenten